# 陸柬
陸柬（1510年—？），字道函，河南開封府祥符縣民籍，浙江金華府金華縣人，明朝政治人物。

## 生平
嘉靖十三年（1534年）甲午科河南鄉試第八名舉人。嘉靖二十九年（1550年）中式庚戌科會試第一百七十五名，三甲第三十三名進士。授直隶魏县知县，三十一年任南昌县知县，升任大理寺评事，仕至直隶宝庆府、貴州都匀府知府。

## 家族
曾祖陸貴，教諭；祖父陸鑑，壽官；父陸清，訓導。前母陳氏、楊氏；母李氏。